# الموسيقى الدومينيكة
تتضمن الموسيقى الدومينيكة مجموعة متنوعة بما في ذلك جميع الأنواع الشعبية في العالم. تنتشر الموسيقى الشعبية على نطاق واسع، حيث اكتسب عدد من فناني الجمهورية الدومينيكية الأصليين شهرة وطنية في الأنواع المستوردة مثل كاليبسو والريغي وسوكا وكومبا وزوق والروك أند رول . أنشأت صناعة الموسيقى الشعبية في الجمهورية الدومينيكية نموذجًا يسمى بويون ، والذي يجمع عناصر من عدة أنماط وقد حقق قاعدة جماهيرية واسعة في الجمهورية الدومينيكية. تشمل المجموعات WCK ( ثقافة ويندوارد الكاريبي )، والموسيقيون الأصليون بأشكال مختلفة، مثل موسيقى الريغي ( ناسيو فونتين ، لازو ، الأخ ماثيو لوك)، والكادان ( أوفيليا ماري ، ( المنفى واحد ، جراماكس ) وكاليبسو ( الساحر )، أصبحوا أيضًا النجوم في الداخل والخارج.
أعضاء الفرقة يعزفون على الطبول أثناء تواجدهم في الشارع؛  أحد الأعضاء يرتدي قناع قرد وقبعة كوميدية.
فرقة زي كرنفال الدومينيكان
هناك أيضًا " Cadence-lypso "، وهي دومينيكا كادان ، والتي مهدت الطريق لبعض التطورات الموسيقية الأكثر أهمية في المنطقة مثل zouk و bouyon (إبداع دومينيكاني آخر).
مثل الموسيقى الفرنكوفونية الأخرى في جزر الأنتيل الصغرى ، تعد الموسيقى الشعبية الدومينيكية مزيجًا من العناصر الأفريقية والأوروبية. تُعد الرباعية رمزًا مهمًا لثقافة جزر الأنتيل الفرنسية، وعادةً ما تكون مصحوبة في دومينيكا بنوع من الفرقة تسمى فرقة جينغ بينغ . بالإضافة إلى ذلك، يتضمن التقليد الشعبي في دومينيكا الأغاني الشعبية التي تسمى بيلي ، ورواية القصص التقليدية التي تسمى كونت ، والحفلات التنكرية ، وأغاني الأطفال وأغاني العمل ، وموسيقى الكرنفال .
حتى أواخر الخمسينيات من القرن الماضي، تعرضت الثقافة الأفريقية الدومينيكية في معظم أنحاء الجزيرة للقمع من قبل الحكومة الاستعمارية وتأثير الكنيسة الكاثوليكية الرومانية، وكلاهما علم أن الموسيقى المشتقة من أفريقيا كانت شريرة وشيطانية وغير مثقفة. تغير هذا التصور في منتصف القرن العشرين وأواخره، عندما تم الاحتفال بالثقافة الأفرو دومينيكية من خلال عمل المروجين مثل سيسي كوديرون .

## الصفات
تتميز تضاريس الجمهورية الدومينيكية بالوعورة، مما عزز التقاليد الإقليمية المتميزة. الأجزاء الشمالية والشرقية والجنوبية والغربية والوسطى من الجزيرة هي مناطق موسيقية . تعد قرى ويسلي وماريجوت أيضًا فريدة من نوعها في الحفاظ على اللغة الإنجليزية والموسيقى بدلاً من الأساليب الفرنسية الموجودة في بقية الجزيرة.
الموسيقى الشعبية الدومينيكية هي تقليد شفهي ، يتم تعلمه بشكل غير رسمي من خلال مشاهدة أداء الآخرين. اعتبارًا من عام 1987، كان معظم فناني الموسيقى التقليدية إما أكبر من 50 عامًا أو أقل من 35 عامًا، مما يشير إلى استمرار إحياء التقاليد المتدهورة سابقًا. يتم تقييم الموسيقى بناءً على خصائص الموسيقى، مثل الإيقاعات المتزامنة المعقدة ، بالإضافة إلى العوامل الاجتماعية، مثل قدرة فناني الأداء على الارتجال والاستجابة لمحيطهم وإبقاء الجمهور متحمسًا ومشاركًا في العرض الموسيقى.
تشمل خصائص الموسيقى الدومينيكية استخدام غرب أفريقيا لغناء النداء والاستجابة ، والتصفيق كجزء رئيسي من الإيقاع والرقص الغنائي والارتجال الإيقاعي . كلمات الأغاني كلها تقريبًا باللغة الفرنسية الكريولية الدومينيكية ، وتغنيها النساء تقليديًا ( chantwèl )، بينما يمارس الرجال التقاليد الموسيقية في الغالب. الطبول، والمعروفة عمومًا باسم لابو كابويت ، هي الجزء الأبرز في تقاليد الآلات الموسيقية في الجمهورية الدومينيكية .

## الموسيقى الشعبية
تشتمل الموسيقى الشعبية الدومينيكية، بشكل أكثر تأثيرًا، على تقليد الأنتيل الفرنسية الرباعية ، وأسلوب جينغ بينغ لموسيقى الرقص، بالإضافة إلى رقصة البيلي والبولكا ذات الكعب والأصابع . تشمل موسيقى الكرنفال التقليدية شانتيه ماس ولابو كابويت . كانت الموسيقى الشعبية في الجمهورية الدومينيكية تاريخيًا جزء من الحياة اليومية، بما في ذلك أغاني العمل والموسيقى الدينية والموسيقى العلمانية الترفيهية.
تعتبر الرباعية واحدة من أهم الرقصات الشعبية في التقاليد الدومينيكانية، والتي تشمل أيضًا الرمح والأشكال المميزة للعديد من الرقصات، الكثير منها مستمدة من الأساليب الأوروبية. البيدجين ( بيغويني )، ميرنغ ( ميرنغ )، سوتيس ( سكوتيش )، بولكا بيل ( بولكا نقية )، فالس أو فين ( فالس فيينا ) والمزوك ( مازوركا ) منتشرة بشكل خاص
بيلي : هي أغاني شعبية من أصل غرب أفريقي، تُؤدى تقليديًا بشكل ترفيهي في المساء أثناء اكتمال القمر ، وفي حالات نادرة، lavèyé ( يستيقظ ). تراجع تقليد البيلي في القرنين العشرين والحادي والعشرين، لكنه لا يزال يُمارس في العطلات مثل عيد الفصح وعيد الاستقلال وعيد الميلاد وعيد الكريول ( جونين كوييول ) ومهرجانات القديس الراعي التي تقام سنويًا في أبرشيات الجمهورية الدومينيكية وخاصة في فيت سانت لويس . - بيير وفيت سانت إيزيدور للصيادين والعمال على التوالي.
كل البيلي مصحوبة بطبل مسمى، التانبو بيلي ، جنبًا إلى جنب مع الصبغ ( المثلث ) والتشاك ( ماراكاس ). يبدأ Bélés بمغني رئيسي ( chantwèl )، يتبعه الجوقة المستجيبة ( lavwa )، ثم عازف الطبول والراقصين. تدور الرقصات التقليدية حول المغازلة المنمقة بين راقص وراقصة، والمعروفة باسم kavalyé و danm على التوالي. تشمل رقصات أغنية bélé bélé soté و bélé priòrité و bélé djouba و bélé contredanse و bélé rickety و bélépitjé .
الكدريل: الرباعية هي شكل من أشكال الرقص الذي يعد رمزًا مهمًا لثقافة جزر الأنتيل الفرنسية، ليس فقط في دومينيكا، ولكن أيضًا في المارتينيك وجوادلوب والجزر الناطقة بالفرنسية الأخرى. يتم أداء الحركات الرباعية الدومينيكية تقليديًا من قبل أربع مجموعات من الأزواج في نزهات أو رقصات مشتركة وفي الحفلات الخاصة. ومع ذلك، فإن تقليد الرباعيات لا يبقى الآن إلا في الأعياد والمهرجانات.
يتكون الرباعي الدومينيكي عمومًا من أربعة أشكال، باستوويل ، ولابول ، وليتي ، ولاترينيتيز . بعض مناطق دومينيكا، مثل بيتيت سافان ، هي موطن للأصناف المحلية مثل الكاريستو . توجد العديد من الرباعيات في جميع أنحاء دومينيكا تحت مجموعة واسعة من الأسماء. بالإضافة إلى الرباعية القياسية، تعتبر لانسر أيضًا رقصة دومينيكانية مهمة.يتم توفير مرافقة الكوادريل من خلال مجموعة من أربع آلات تسمى فرقة جينغ بينغ
جينغ بينغ : جينغ بينغ هي نوع من الموسيقى الشعبية نشأت في مزارع العبيد في الجمهورية الدومينيكية والمعروفة أيضًا بالعامية باسم فرقة الأكورديون. في الموسيقى الشعبية الدومينيكية، تصاحب فرق جينغ بينغ رقصة دائرية تسمى المغازلة، بالإضافة إلى الرباعية الدومينيكية .
تتكون فرق جينغ بينج من بومبوم ( أنبوب ذراع )، سياك أو جواج ( مكشطة - حشرجة الموت )، تامبال أو تانبو ( دف ) وأكورديون . يتم أيضًا استخدام الجهير المزدوج والبانجو في بعض الأحيان . [5] قادت مزامير الخيزران مجموعات جينغ بينغ قبل الأربعينيات من القرن الماضي، عندما تم تقديم الأكورديون. تراجع تقليد الفلوت الدومينيكي نتيجة لذلك، على الرغم من استخدامه الإضافي في الغناء ، حتى تم إحياؤه بعد مسابقات الاستقلال الوطني .
أنشودة ماس: تقليد Chanté mas ( أغنية تنكرية ) على موسيقى كرنفال ما قبل كاليبسو التي يتم إجراؤها بأسلوب استجابة من قبل رواد الحفلات. استمرت حفلة تنكرية كرنفال الدومينيكان لمدة يومين من الاستعراض في الشوارع، حيث كان المغني يرقص للخلف أمام عازف الدرامز على تانبو ليلي . تعتمد كلمات Chanté mas تقليديًا على القيل والقال والفضيحة، وتتناول العيوب الشخصية للآخرين.

### موسيقى شعبية أخرى
يشمل التراث الموسيقي الشعبي في الجمهورية الدومينيكية اغاني العمل ورواية القصص وموسيقى الأطفال والأغاني التنكرية. أغاني العمل الدومينيكنية مصحوبة بطبل تامبو توفاي ، ويؤديها العمال أثناء جمع الفاكهة أو بناء الطرق أو صيد الأسماك أو نقل المنزل أو نشر الأخشاب. العديد منها مسؤول، وعادة ما تكون قصيرة وبسيطة، مع ربط النص الغنائي والإيقاع بالعمل المطلوب. في دومينيكا الحديثة، نادرًا ما يتم أداء أغاني العمل.
كان التقليد الشعبي لدومينيكا " كونت " ، أو رواية القصص، يركز على الترفيه في المهرجانات الليلية، الجنازات ، والأعياد والمهرجانات. يتم أداء الكونت الحديث في الغالب خلال مسابقات المهرجانات الكبرى. يعمل معظم رواة القصص الكونت مع التقاليد المحلية، مثل الأساطير والتاريخ، ويقدمون رسالة أخلاقية أو معنوية. تتكرر أغنية ذات سطر واحد، غالبًا ما تعتمد على دويتو بين شخصيتين، في معظم عروض كونت .
على عكس معظم الأغاني الشعبية الدومينيكية، فإن أغاني الأطفال والألعاب الموسيقية تكون في الغالب باللغة الإنجليزية. كانوا في الأصل من نفس لغة الكريول مثل بقية الجزيرة، لكنهم أصبحوا في المقام الأول من اشتقاق الإنجليزية والاسكتلندية والأيرلندية. تشمل التقاليد الموسيقية للأطفال ألعاب الحلقة والرقصات الدائرية والموسيقى المصحوبة بصفع الفخذ والرقص الدائري

## الموسيقى الشعبية المبكرة
يمكن إرجاع تاريخ الموسيقى الشعبية في الدومينيكان إلى الأربعينيات والخمسينيات من القرن الماضي، عندما أصبحت فرق الرقص مثل Casimir Brothers ، ولاحقًا The Swinging Stars ، مشهورة في جميع أنحاء الجزيرة. كانت موسيقاهم عبارة عن نسخة موجهة للرقص لأنواع عديدة من الموسيقى الشعبية الكاريبية واللاتينية، مثل بوليرو الكوبي ، والسامبا البرازيلي ، والميرينجو من جمهورية الدومينيكان ، وكاليبسو الترينيدادية ، والفانك الأمريكي.
بحلول بداية الستينيات، أصبحت كاليبسو وترينيدادي ستيلبان أكثر أنماط الموسيقى شعبية في دومينيكا، لتحل محل موسيقى الكرنفال التقليدية مثل شانتيه ماس ولابو كابويت . شمل نجوم التسجيل الأوائل من هذا العصر Swinging Busters و The Gaylords و De Boys an Dem و Los Caballeros ، بينما اكتسبت مجموعات الكورال أيضًا معجبين، على وجه الخصوص Lajenne Etwal و Siflé Montan'y ومغني الجمهورية الدومينيكية الشعبيين . وقد ساعد انتشار البث الإذاعي هؤلاء الموسيقيين المشهورين الأوائل ، بدءًا من WIDBS ولاحقًا راديو دومينيكا .
من بين هؤلاء الموسيقيين المشهورين الأوائل، كان هناك عدد قليل من رواد استخدام التأثيرات المحلية. أغاني جايلوردز، مثل "Ti Mako" و"Pray for the Blackman" و"Lovely Dominica" و"Douvan Jo"، كانت إما باللغة الإنجليزية أو باللغة الكريولية الأصلية ( kwéyòl ). بحلول نهاية الستينيات وبداية السبعينيات، وصلت موسيقى الروك أند رول والسول والفانك الأمريكية إلى الجمهورية الدومينيكية تركت تأثيرات دائمة . أصبحت الفرق الموسيقية غير التقليدية المبنية على موسيقى الروك مثل الجهد الرابع و Woodenstool و Every Mother's Child شائعة.
كانت أولى الفرق الموسيقية المعروفة عالميًا من الجمهورية الدومينيكية  مجموعات السبعينيات مثل Exile One و Grammacks . كانت هذه الفرق هي نجوم مشهد الإيقاع-ليبسو ، الذي كان النمط الأول للموسيقى الدومينيكانية الذي أصبح شائعًا في جميع أنحاء منطقة البحر الكاريبي. ومع ذلك، بحلول الثمانينيات من القرن الماضي، أصبحت الزوك المارتينيكية والأنماط الأخرى أكثر شعبية. في عام 1988، تم تشكيل WCK، وهو يعزف مزيجًا تجريبيًا من إيقاع ليبسو مع صوت جينغ بينغ الخاص بالجزيرة. أصبحت النتيجة معروفة باسم بويون ، وأعادت تأسيس الجمهورية الدومينيكية في مجال الموسيقى الشعبية.
كاليبسو: في ستينيات القرن العشرين، أصبحت موسيقى كاليبسو وستيل باند شائعة جدًا وحلت محل موسيقى لابو كابويت وشانتيه ماس كموسيقى الكرنفال، لا سيما في العاصمة روسو. تم أداء العديد من الأغاني التقليدية بإيقاع كاليبسو الجديد. ظهرت مسابقات كاليبسونيانز وكاليبسو مونارك وأصبحت ذات شعبية كبيرة. ظهرت Steelbands في جميع أنحاء البلاد. لقد انتقل الموسيقيون والفرق الموسيقية الأكبر سناً وحل محلهم الموسيقيون الأصغر سناً. ظهرت فرق مثل Swinging Stars و The Gaylords و De Boys an Dem و Los Caballeros و Swinging Busters وبدأت في قطع الأرقام القياسية. ساعد ظهور الراديو، أولاً WIDBS ثم راديو دومينيكا لاحقًا، على نشر الموسيقى.
تحظى كاليبسو بشعبية كبيرة في الجمهورية الدومينيكية منذ الخمسينيات من القرن الماضي. تم تتويج أول ملك كاليبسو في عام 1959. ولطالما ارتبط كاليبسو الشهير في الجمهورية الدومينيكية رتباطًا وثيقًا بموسيقى ستيلبان . تتضمن الموجة الأولى من الفولاذ الدومينيكاني فرقًا مثل Esso و Shell وRegent و Vauxhall و Old Oak .
الإيقاع (كاداناس ) / البوصلة: في سبعينيات القرن العشرين، جلبت موجة من الهايتيين ، معظمهم من الموسيقيين، إلى الجمهورية الدومينيكية و  جزر الأنتيل الفرنسية ( جوادلوب والمارتينيك ) معهم موسيقى الكادان ، وهي شكل متطور من الموسيقى اجتاحت الجزيرة بسرعة وساعدت في توحيد جميع المستعمرات الفرنسية السابقة في منطقة البحر الكاريبي . من خلال الجمع بين التأثيرات الثقافية. تبع ذلك موسيقى الجاز المصغرة مثل Les Gentlemen و Les Leopards و Les Vikings de Guadeloupe وغيرها.
في وقت لاحق من العقد وفي الثمانينيات، أصبحت جزر الأنتيل الفرنسية موطنًا لأسلوب من موسيقى الإيقاع يسمى إيقاع ليبسو . ابتكر جوردون هندرسون Exile One هذا الأسلوب، كما حول مجموعات موسيقى الجاز الصغيرة إلى فرق كبيرة يهيمن عليها الجيتار مع قسم كامل البوق وأجهزة المزج التي وصلت حديثًا ، مما مهد الطريق لنجاح مجموعات كبيرة مثل Grammacks و Experience 7 ، من بين أمور أخرى. بالاعتماد على هذه التأثيرات، اخترعت فرقة " كاساف" الفائقة "ذوق" ونشرته بأغاني ناجحة بما في ذلك "Zouk-La-Se Sel Medikaman Nou Ni". تأسست "كاساف" في باريس عام 1978.

### الإيقاع ليبسو
كانت الشخصية الأكثر تأثيرًا في الترويج لـ Cadence-lypso هي المجموعة الدومينيكية Exile One (مقرها جزيرة جوادلوب ) والتي تميزت في الغالب بإيقاع هايتي وموسيقى كاليبسو من منطقة البحر الكاريبي الناطقة باللغة الإنجليزية. تم طرحها في السبعينيات من قبل مجموعات من دومينيكا، وكان أول أسلوب للموسيقى الدومينيكانية يحظى بإشادة دولية. [11]
تطورت موسيقى إيقاع دومينيكا تحت تأثير إيقاعات الدومينيكان والكاريبي/اللاتينية ، بالإضافة إلى موسيقى الروك أند رول ، والسول ، وموسيقى الفانك من الولايات المتحدة. بحلول نهاية السبعينيات، عرّف جوردون هندرسون الإيقاع ليبسو بأنه " توليف من الأنماط الموسيقية الكاريبية والأفريقية التي تدمج التقليدي مع المعاصر". بصرف النظر عن Exile One، تضمنت الفرق الموسيقية الأخرى Grammacks ، Black Roots ، Black Machine ، Naked Feet ، Belles Combo ، Mantra، Black Affairs ، Liquid Ice ، Wafrikai ، Midnighte Groovers وMilestone، بينما كان من أشهر المطربين بيل توماس، تشابي مارك ، جوردون هندرسون، لينفورد جون ، جانيت عزوز ، سينكي رابيس ، توني فالموند ، جيف جوزيف ، مايك مورو وأنتوني جوسي . أوفيليا ماري هي مغنية مشهورة لفرقة كادينس ليبسو في الثمانينيات.
تأثر إيقاع ليبسو بالحركة القومية التي اعتنقت الراستافارية والقوة السوداء . قامت العديد من المجموعات بأداء أغانٍ ذات مواقف أيديولوجية مكثفة، وكان الكثير من المقطوعات الموسيقية باللغة الكريولية العامية
صاغ جوردون هندرسون، زعيم ومؤسس Exile One، اسم "Cadence-lypso" في فرقته الكاملة التي استخدمت قسمًا كاملًا وكان أول من استخدم آلات المزج في الكادانز. اتبعت العديد من موسيقى الجاز المصغرة من هايتي وجزر الأنتيل الفرنسية هذا التنسيق. يعتبر البعض الفرقة من رواد السوكا. خلال أوائل السبعينيات، بدأوا اندماج الإيقاع وكاليبسو " Cadence-lypso" الذي أصبح فيما بعد موسيقى سوكا .
كانت فرقة Exile One هي الفرقة الكريولية الأكثر ترويجًا في منطقة البحر الكاريبي. أول من وقع عقد إنتاج مع شركة Barclay Records الكبرى. أول من قام بتصدير موسيقى الكدان إلى أركان العالم الأربعة: اليابان، المحيط الهندي، أفريقيا، أمريكا الشمالية، أوروبا، جزر الرأس الأخضر.

## أحدث الموسيقى الشعبية
خلال الثمانينيات، انخفضت شعبية إيقاع ليبسو بشكل كبير. ظل بعض فناني الدومينيكان مشهورين، مثل أوفيليا ، مغنية مشهورة جدًا في تلك الفترة. كانت الموسيقى الشعبية خلال هذا الوقت في الغالب زوك ، وهو أسلوب ابتكرته فرقة جزر الأنتيل الفرنسية كاساف ، الذي استخدم أنماط الموسيقى الشعبية في المارتينيك وجوادلوب . كانت سوكا ، وهي نوع من الموسيقى الترينيدادية ، شائعة أيضًا في ذلك الوقت، حيث أنتجت فرقًا موسيقية مثل Windward Caribbean Kulture . شهدت الثمانينيات أيضًا ارتفاعًا في شعبية موسيقى الجاز وتشكيل العديد من فرق الجاز، بينما بدأت مجموعات مثل Exile One في استكشاف الإيقاعات التقليدية من جينغ بينغ ولابو كابويت .
زوك : يأتي الإلهام لأسلوب زوك في الموسيقى الإيقاعية من البوصلة الهايتية ، بالإضافة إلى الموسيقى المسماة إيقاع ليبسو - إيقاع دومينيكا الذي اشتهر بواسطة Grammacks وExile One. عناصر gwo ka و tambour و ti bwa و biguine vidé بارزة في الزوق. على الرغم من وجود العديد من أنماط الزوق المتنوعة، إلا أن هناك بعض القواسم المشتركة. تعد اللغة الكريولية الفرنسية في المارتينيك وجوادلوب عنصرًا مهمًا وجزءًا مميزًا من الموسيقى. بشكل عام، يعتمد الذوق على المطربين النجوم، مع القليل من الاهتمام للعازفين، ويعتمد بالكامل تقريبًا على تسجيلات الاستوديو.
يتتبع مؤلفو الموسيقى تشارلز دي ليديسما وجين سكاراموزو تطور الزوق إلى التقاليد الشعبية الغوادلوبية غو كا والمارتينيكية ( تامبور وتي بوا ) . ومع ذلك، تصف عالمة الموسيقى العرقية جوسلين جيلبولت الزوق بأنه توليفة من الأساليب الشعبية الكاريبية، على وجه الخصوص، إيقاع دومينيكا ليبسو، إيقاع هايتي ، بيجوين جوادلوب  نشأ الزوك في أواخر السبعينيات وأوائل الثمانينيات، باستخدام عناصر من الأنماط السابقة لموسيقى جزر الأنتيل، بالإضافة إلى الأنواع المستوردة.
زوك- الحب : هو إيقاع أو بوصلة جزر الأنتيل الفرنسية ، ويتميز بإيقاع بطيء وناعم وجنسي. غالبًا ما تتحدث كلمات الأغاني عن الحب والمشاكل العاطفية.
موسيقى كيزومبا من أنغولا وكابو -لوف من الرأس الأخضر هي أيضًا مشتقات من أسلوب البوصلة الفرنسي في جزر الأنتيل، والذي يبدو نفسه بشكل أساسي، على الرغم من وجود اختلافات ملحوظة بمجرد أن تصبح أكثر دراية بهذه الأنواع. أحد الدعاة الرئيسيين لهذا النوع الفرعي هو أوفيليا ماري من دومينيكا. فنانون آخرون من Zouk Love يأتون من جزر الهند الغربية الفرنسية وهولندا وأفريقيا.
Grammacks، Exile One، Ophelia Marie، والعديد من الفرق الدومينيكية عزفت على إيقاع ليبسو (Dominica Kadans) الذي أثر لاحقًا على حب الزوق في جزر الأنتيل الفرنسية. في الوقت الحاضر، يُطلق على حب الزوق اسم إيقاع جزر الأنتيل الفرنسية أو البوصلة . ومن بين الفنانين المشهورين الفنانين الفرنسيين من الهند الغربية إديث ليفيل ونيكولز، أو مثل سوزانا لوبرانو وجيل سيميدو المقيمتين في هولندا ، والفنانة الأفريقية كايشا .
سوكا : كان اللورد شورتي الكاليبسوني من ترينيداد أول من عرّف موسيقاه بأنها "سوكا"  خلال عام 1975 عندما أحدثت أغنيته الناجحة "اهتزازات لا نهاية لها" موجات موسيقية كبيرة على محطات الراديو وفي الحفلات والنوادي، ليس فقط في جميع أنحاء موطنه الأصلي تي آند تي ولكن أيضًا أيضًا في المدن الكبرى البعيدة مثل نيويورك وتورنتو ولندن. تم تهجئة سوكا في الأصل Sokah والتي ترمز إلى "روح كاليبسو" مع أخذ جزء "كاه" من الحرف الأول في الأبجدية السنسكريتية ويمثل قوة الحركة بالإضافة إلى التأثير الإيقاعي الهندي الشرقي الذي ساعد في إلهام الجديد فاز سوكا. صرح شورتي في عدد من المقابلات أن فكرة إيقاع سوكا الجديد بدأت مع الاندماج الإيقاعي لإيقاعات كاليبسو مع إيقاعات شرق الهند التي استخدمها في أغنيته "إندراني" المسجلة عام 1972. تم ترسيخ إيقاع سوكا باعتباره الإيقاع الشعبي الجديد أن معظم موسيقيي T&T Calypso سيبدأون في تبنيه بحلول الوقت الذي سجل فيه Shorty أغنيته المتقاطعة الكبيرة "Endless Vibrations" في عام 1974.
سجل Shorty أيضًا ألبوم منتصف العام في عام 1975 بعنوان "Love In The Caribbean" والذي يحتوي على عدد من مسارات soca المتقاطعة قبل الانطلاق في جولة توزيع الألبوم والترويج له. خلال جولة الترويج والتوزيع لألبوم "Love In The Caribbean" عام 1975، مر شورتي عبر جزيرة دومينيكا في طريق عودته إلى ترينيداد وشاهد فرقة دومينيكا الكبرى Exile One تؤدي في فندق Fort Young Hotel . تم إلهام Shorty لتأليف وتسجيل مسار اندماج Soca و Cadence-lypso يسمى "E Pete" أو "Ou Petit" والذي يمكن اعتباره الأول من نوعه في أسلوب Soca المحدد. سعى شورتي للحصول على المساعدة في كلمات الكريول التي استخدمها في جوقة أغنيته "E Pete" وحصل عليها من خلال التشاور مع كاليبسو كينغ في دومينيكا عام 1969، واللورد طوكيو ، واثنين من مؤلفي الأغاني الكريول، كريس سيرافين وبات آرون أثناء وجوده في دومينيكا. تحتوي أغنية "E Pete" على كلمات كريولية أصلية في الجوقة مثل "Ou dee moin ou petit Shorty" (بمعنى "لقد أخبرتني أنك صغير Shorty")، وهي مزيج من Soca وCalypso وCadence-lypso وCreole. .
جلبت اهتزازات شورتي التي لا نهاية لها وروح كاليبسو عام 1974 سوكا إلى الاهتمام والشهرة الإقليمية والدولية وساعدت في ترسيخ حركة سوكا سريعة النمو بقيادة شورتي.
تطورت سوكا في أوائل السبعينيات وازدادت شعبيتها في أواخر السبعينيات. شمل تطور سوكا كنوع موسيقي اندماجها المبكر بين الكاليبسو والآلات الموسيقية الهندية، ولا سيما دولاك ، والطبلة ، والدانتال ، كما هو موضح في مؤلفات اللورد شورتي الكلاسيكية "Ïndrani"، و " Kalo Gee Bull Bull" و"Shanti Om".
بويون:
Bouyon هو مزيج من Jing ping و Cadence-lypso والرقصات التقليدية مثل bèlè و Quadrille و Chanté mas و lapo kabwit و Mazurka و Zouk وأنماط أخرى من الموسيقى الكاريبية ، التي طورتها فرقة تسمى Windward Caribbean Kulture (لاحقًا WCK ). كانت WCK من بين أبرز فرق سوكا الدومينيكية في الثمانينيات . بدأوا في استخدام إيقاعات الطبول الأصلية مثل لابو كابويت وعناصر موسيقى فرق جينغ بينغ، بالإضافة إلى غناء الراجا . تحظى بويون بشعبية كبيرة في جميع أنحاء منطقة البحر الكاريبي، وتُعرف باسم موسيقى القفز في جوادلوب والمارتينيك.
أشهر فرقة في هذا النوع كانت Windward Caribbean Kulture "WCK" في عام 1988 من خلال تجربة اندماج Jing Ping و Cadence-lypso. في حين يعتمد صوت Cadence-lypso على الاستخدام الإبداعي للطبول الصوتية، ونغمات الجيتار القوية ذات الإيقاع العالي، والتعليقات الاجتماعية القوية باللغة الكريولية المحلية ، فقد ركزت هذه الموسيقى الجديدة التي أنشأتها فرقة "WCK" بشكل أكبر على استخدام التكنولوجيا الحديثة مع التركيز القوي على الأنماط الإيقاعية للوحة المفاتيح.
لقد تنوعت Bouyon إلى أنواع فرعية متعددة. وتشمل هذه bouyon soca و bouyon-muffin و reketeng و bouyon gwada .
بويون سوكا :
Bouyon soca، الذي يشار إليه أحيانًا باسم Jump up soca ، هو نوع اندماج يمزج عادةً إيقاعات بويون القديمة من التسعينيات وموسيقى سوكا. بويون سوكا هو مصطلح صاغه المنتجون والموسيقيون غير الدومينيكان، معظمهم من سانت لوسيا، الذين يحتضنون موسيقى سوكا من ترينيداد وموسيقى بويون من دومينيكا ولذلك يجدون أنه من الطبيعي إنتاج مزيج من كلا النوعين الموسيقيين. Bouyon هو نوع موسيقي نشأ في الجمهورية الدومينيكية يمكن تمييزه عن "زميله" الأكبر سناً سوكا. في الجمهورية الدومينيكية ، على الرغم من أنه قد تكون هناك عمليات اندماج عرضية، فقد حافظ بويون دائمًا على أسلوب واضح جدًا ومعروف ومختلف عن سوكا. خارج الجمهورية ، يحظى أسلوب بويون سوكا المدمج بشعبية كبيرة في جزر مثل أنتيغوا وسانت لوسيا وجوادلوب ومارتينيك ، وهو تطور طبيعي من اندماج زوك وسوكا الذي كان شائعًا هناك خلال الثمانينيات.

## الموسيقى البديلة
أصبحت الموسيقى الدينية، المتأثرة بالإنجيل الأمريكي، جزء مهم من الموسيقى الشعبية الدومينيكية في التسعينيات. كما احتفظت كاليبسو بشعبية كبيرة في دومينيكا، وكذلك موسيقى الجاز . قامت فرقة Impact بدمج موسيقى الجاز مع الموسيقى الكاريبية . تشمل الأنماط الأخرى الفولاذ، الذي تراجعت شعبيته على الرغم من جهود مجموعات مثل Dancehall.9

## المؤسسات الموسيقية والمهرجانات
يعد الكرنفال الكاريبي جزءًا مهمًا من الثقافة الدومينيكية. كان الكرنفال التقليدي ماس دومنيك يضم في الأصل أغاني تنكرية ( chanté mas ) والتقاليد المحلية الأخرى ، وقد سيطرت عليه موسيقى كاليبسو المستوردة والفرق الفولاذية في أوائل الستينيات؛ ناشدت كاليبسو رواد الكرنفال لأن التركيز الغنائي على الأخبار المحلية والقيل والقال كان مشابهًا لتركيز Chanté mas ، على الرغم من النمط الإيقاعي والآلات التي تتناقض بشكل حاد مع موسيقى الدومينيكان التقليدية ماس دومنيك . بعد حريق في عام 1963، تم حظر الكرنفال التقليدي، على الرغم من استمرار شعبية كاليبسو وستيلبان. يقام الكرنفال الحديث في دومينيكا يومي الاثنين والثلاثاء قبل أربعاء الرماد ، وهو مناسبة احتفالية يتم خلالها تعليق القوانين ضد التشهير والقذف . يعتمد كرنفال الدومينيكان الحديث بشكل كبير على الاحتفال الترينيدادي، لكنه لا يتم تسويقه تجاريًا بسبب نقص رعاية الشركات.
يقام مهرجان الموسيقى الكريولية العالمية في جزيرة دومينيكا، في فستيفال سيتي ، روسو ، الذي تديره لجنة مهرجانات دومينيكا الحكومية .  تعد مسابقات الاستقلال الوطني جزءًا مهمًا من الثقافة الموسيقية الدومينيكية. أسسها رئيس وزراء دومينيكا إدوارد أوليفييه لوبلانك في عام 1965، وتعمل على الترويج للموسيقى والرقص التقليدي في دومينيكا. تعمل حكومة دومينيكا أيضًا على الترويج للموسيقى الدومينيكانية من خلال محطة الإذاعة الدومينيكية ، التي تبث ما بين 20% إلى 25% من الموسيقى المحلية كمسألة سياسية.